# Abyssorhynchia craneana
Abyssorhynchia craneana är en armfotingsart som först beskrevs av Dall 1895.  Abyssorhynchia craneana ingår i släktet Abyssorhynchia och familjen Frieleiidae. Inga underarter finns listade i Catalogue of Life.